# Bachir Chihani
Bachir Chihani (arabe : شيحاني بشير), dit Messaoud, né le 22 avril 1929 à El Khroub, en Algérie et mort le 23 octobre 1955 dans les Aurès, accomplit ses études à l'Institut Benbadis arabophone de Constantine.

## Biographie
Bachir Chihani est né le 22 avril 1929 à L’Khroub (Constantine) dans une famille modeste. Son père Ramdane Bendib Chihani et sa mère Hadda Sakhri lui donnent toute leur affection.
Bachir Chibani suit ses études primaires à l’école française d’El Khroub tout en apprenant des cours d’arabe dans la zaouïa de Sidi H’mida. Il part à Constantine après avoir obtenu son certificat d’études et s’inscrit à l’école Jules Ferry tout en séjournant chez la famille d’Ibn Badis durant cette période. Après des études secondaires, il réussit à obtenir le Baccalauréat, chose exceptionnelle à l'époque.
Durant la guerre d’Algérie, il fut chef temporaire de là wilaya 1.
Il est mort le 23 octobre 1955, sa mort est très controversée. Il aurait été exécuté pour avoir commis des actes « contraires aux principes de la charia islamique ». Il est aussi dis qu’il a tout simplement été assassiné par les siens qui voulait prendre sa place dans la hiérarchie de commandement.

## Parcours militant
Il rejoint le Parti du peuple algérien (PPA) en 1942 et devient responsable de section à L’Khroub. Après la dissolution du parti, il adhère tout naturellement au Mouvement pour le triomphe des libertés démocratiques (MTLD) où il est nommé responsable de daïra de Batna en 1952. Il rejoint peu après l’Organisation Spéciale (OS) et fut connu sous le surnom de « Si Tahar ». Puis il est nommé à la tête de la circonscription du parti en février 1953 dans la région de Béchar et prend le nom de « Si El Houari ». Il revient dans les Aurès à la fin de l’année sous le nom de « Si Messaoud ».
Durant le congrès des centralistes, il plaide avec Abbas Laghrour en vain, pour le recours à la lutte armée.
Membre de la tendance activiste du mouvement du premier novembre 1954, il noue des relations avec les combattants de Sakiet sidi youssef à la frontière algéro-tunisienne,. C'est lui qui dirigeait le groupe d'insurgés lors de l'embuscade du 1er novembre 1954 au cours de laquelle l'instituteur Guy Monnerot ainsi que le caïd de M'Chounèche ont été tués d'une rafale de mitraillette. L'événement va beaucoup émouvoir l'opinion, en Algérie comme en métropole.
En 1954, il est le principal adjoint de Mostefa Ben Boulaïd et lui succède dès son arrestation en février 1955, Bachir Chihani prend les commandes des Aurès-Nemencha, secondé dans sa tâche par Adjel Adjoul (1922-1993) et Abbès Laghrour (1926-1957). Les Touaba de Omar Ben Boulaïd (1911-1973), le frère de Mostefa, d’un côté, et les Serahna de Adjel Adjoul, de l’autre. 
Le 22 septembre 1955 il est à la tête de la bataille d'El Djorf (Tébessa).
Son assassinat entraîne la dispersion des groupes armés de l'Aurès à un moment où Ben Boulaïd, dont il était l'adjoint, est encore emprisonné.

## Hommages
Bachir Chihani est enterré le 24 octobre 1980 au Carré des Martyrs du cimetière d'El Alia à Alger.
Un lycée à Azazga, à Khenchela, et un CEM à Alger ainsi qu’un navire de  transport de gaz liquéfié de la société Hyproc portent le nom de Bachir Chihani. Le siège de la 4ème région militaire à Ouargla est baptisé à son nom.